# Danmark i olympiska sommarspelen 1924
Danmark deltog med 89 deltagare vid de olympiska sommarspelen 1924 i Paris. Totalt vann de nio medaljer och slutade på tolfte plats i medaljligan.

## Medaljer

### Guld
- Hans Jacob Nielsen - Boxning, lättvikt
- Ellen Osiier - Fäktning, florett

### Silver
- Thyge Petersen - Boxning, lätt tungvikt
- Søren Petersen - Boxning, tungvikt
- Edmund Hansen och Willy Hansen - Cykling, 2000 m tandem
- Frode Kirkebjerg - Ridsport, fälttävlan individuellt
- Knud Degn, Christian Nielsen och Vilhelm Vett - Segling, 6-metersklass

### Brons
- Grete Heckscher - Fäktning, florett
- Niels Larsen - Skytte, 300 m frigevär, tre positioner